# Nic White
Nicholas W. White (Scone, 13 giugno 1990) è un rugbista a 15 australiano, che gioca come mediano di mischia nei Brumbies.

## Biografia
Nic White iniziò a giocare a livello professionistico nel 2011 con i Brumbies nel Super Rugby. L'anno successivo divenne il mediano di mischia titolare della franchigia australiana; nel 2013 divenne il più giovane capitano dei Brumbies, indossando la fascia nella partita contro gli Hurricanes all'età di 22 anni.
Nic White giunse a disputare la finale del Super Rugby 2013 con i Brumbies, i quali vennero sconfitti 27-22 dai Chiefs. Due settimane dopo, ovvero il 17 agosto, fece il suo debutto internazionale con l'Australia affrontando la Nuova Zelanda nella prima giornata del Rugby Championship.
Nel gennaio 2015 White firmò un contratto con i francesi del Montpellier valevole a partire dalla stagione 2015-16.

## Palmarès
- Challenge Cup: 1
Montpellier: 2015-16
- Super Rugby AU: 1
Brumbies: 2020